# Tanya Atwater

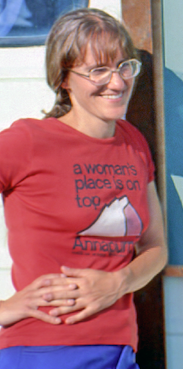
Tanya Atwater, 1978

Tanya Maria Atwater (* 27. August 1942 in Los Angeles, Kalifornien) ist eine US-amerikanische Geophysikerin und Meeresgeologin.

## Leben
Tanya Atwater studierte ab 1960 am Massachusetts Institute of Technology, an der University of California, Berkeley, mit dem Bachelor-Abschluss in Geophysik 1965 sowie an der University of California, San Diego (UCSD), wo sie 1972 an der Scripps Institution of Oceanography promoviert wurde. 1965 war sie in den Sommermonaten am Woods Hole Oceanographic Institute, 1966/67 forschte sie an der Universität von Santiago in Chile und 1970/71 an der Stanford University (in Paläomagnetismus). 1972 wurde sie Assistant Professor an der UCSD, war 1973/74 als Austauschwissenschaftlerin der National Academy of Sciences in der Sowjetunion und war ab 1974 zunächst Assistant Professor und später Associate Professor für marine Geophysik am Massachusetts Institute of Technology. Ab 1980 war sie Professor an der University of California, Santa Barbara (UCSB). Heute ist sie dort Professor Emeritus und Direktorin eines Multimediazentrums des UCSB, an der unter anderem die Plattentektonik visualisiert wird. 2002 erhielt sie den National Science Foundation Director’s Award for Distinguished Teaching Scholars.
Sie befasste sich seit den 1960er Jahren mit der Entwicklung und der Bildung von Meeresboden an mittelozeanischen Rücken innerhalb der Plattentektonik und mit der Rekonstruktion der plattentektonischen Bewegungen in der geologischen Vergangenheit. Ein Schwerpunkt ihrer Arbeit ist die Tektonik des Westteils Nordamerikas und Kaliforniens, der sich seit dem Mesozoikum von einer Subduktionszone zu einem Plattenrand mit Horizontalverschiebung (St. Andreas Spalte) entwickelte.
1980 erhielt Atwater den Newcomb Cleveland Prize der American Association for the Advancement of Science. 2009 erhielt sie die Leopold-von-Buch-Plakette, 2019 die Penrose-Medaille und 2022 die Wollaston-Medaille. Sie ist Mitglied der National Academy of Sciences (1997), der American Association for the Advancement of Science und der American Academy of Arts and Sciences (2023).
Von 1975 bis 1977 war sie Sloan Research Fellow. Sie ist Fellow der American Geophysical Union und der American Geological Society.

## Schriften
- mit Henry William Menard Changes in direction of sea floor spreading, Nature, Band 219, 1968, S. 463–467
- Implications of plate tectonics for the Cenozoic tectonic evolution of western North America, Bull. Geol. Soc. Amer., Band 81, 1970, S. 3513–3536.
- mit Peter Molnar Relative motion of the Pacific and North American plates deduced from seafloor spreading in the Atlantic, Indian and South Pacific Oceans, U.C.S.D., Scripps Institution of Oceanography., Contributions, Band 44, 1974, S. 1362–1374
- Propagating rifts in seafloor spreading patterns, Nature, Band 290, 1980, S. 185–186
- Tectonics of the Northeast Pacific, Transactions of the Royal Society of Canada, Band 1, 1991, S. 295–318.
- Plate Tectonic History of Southern California with emphasis on the Western Transverse Ranges and Santa Rosa Island, in P. W. Weigand (Herausgeber) Contributions to the geology of the Northern Channel Islands, Southern California, American Association of Petroleum Geologists, Pacific Section, MP 45, 1998, S. 1–8